# Самими, Аббас
Аббас Самими (перс. عباس صمیمی‎; род. 9 июня 1977, Шехре-Корд) — иранский легкоатлет, специалист по метанию диска. Выступал за сборную Ирана по лёгкой атлетике в 1997—2008 годах, серебряный призёр Азиатских игр, трижды серебряный и дважды бронзовый призёр чемпионатов Азии, чемпион Западноазиатских игр, участник двух летних Олимпийских игр.

## Биография
Аббас Самими родился 9 июня 1977 года в городе Шехре-Корд, Иран.
Первого серьёзного успеха в лёгкой атлетике на международном уровне добился в сезоне 1997 года, когда вошёл в состав иранской сборной и выступил на Западноазиатских играх в Тегеране, где в зачёте метания диска превзошёл всех соперников.
В 1998 году в той же дисциплине стал четвёртым на чемпионате Азии в Фукуоке и пятым на Азиатских играх в Бангкоке.
В 1999 году метал диск на чемпионате мира в Севилье, в финал не вышел.
В 2000 году получил серебро на чемпионате Азии в Джакарте.
В 2002 году завоевал серебряные награды на чемпионате Азии в Коломбо и на Азиатских играх в Пусане.
На чемпионате Азии 2003 года в Маниле вновь стал серебряным призёром.
Благодаря череде успешных выступлений в 2004 году удостоился права защищать честь страны на летних Олимпийских играх в Афинах — на предварительном квалификационном этапе метнул диск на 57,57 метра, чего оказалось недостаточно для выхода в финал.
В 2005 году стал четвёртым на Играх исламской солидарности в Мекке, вторым на Мемориале братьев Знаменских в Казани, победил на чемпионате Ирана в Тегеране, выступил на чемпионате мира в Хельсинки, закрыл десятку сильнейших на Всемирной Универсиаде в Измире, взял бронзу на чемпионате Азии в Инчхоне, занял четвёртое место на Западноазиатских играх в Дохе.
На Азиатских играх 2006 года в Дохе показал четвёртый результат.
В 2007 году завоевал бронзовую награду на чемпионате Азии в Аммане.
Принимал участие в Олимпийских играх 2008 года в Пекине — в программе метания диска показал результат 59,92 и в финал не вышел. По окончании сезона завершил спортивную карьеру.
Его младшие братья Мохаммад и Махмуд тоже добились успеха в метании диска.